# Riverview (Alabama)
Riverview es un pueblo del Condado de Escambia, Alabama, Estados Unidos. Según el censo de 2000 tenía una población de 99, y en 2005 mantuvo su población en 99 habitantes. 

## Geografía
Riverview se localiza 31°3′31″N 87°3′24″O / 31.05861, -87.05667 (31.058641, -87.056688).
Según el U.S. Census Bureau, el pueblo tiene un área total de 0.4 millas cuadradas (1.1 km²), totalmente en tierra.

## Demografía
| 99                         | 99 | 100 | 99 | 99 | 99 |
| (Fuente: [cita requerida]) |    |     |    |    |    |